# Rudolf Mencke
Rudolf Mencke (* 4. Dezember 1843; † 26. Dezember 1918) war ein deutscher Jurist und Präsident des Landgerichts Wiesbaden.

## Leben
Rudolf Mencke war als Nachfolger von Heinrich Stumpff der 4. Präsident des Landgerichts Wiesbaden. Nach dem Assessorexamen am 2. November 1872 wurde er am Appellationsgericht Wiesbaden zum Assessor ernannt und kam im Frühjahr 1874 als Kreisrichter zum Kreisgericht Altenkirchen. Im August 1877 nach Kirchen versetzt, wurde er zum 1. Oktober 1879 Richter am Amtsgericht Kirchen, das  durch die Neugliederung der Gerichtsorganisation (Reichsjustizgesetze) neu gebildet wurde und zum Amtsbezirk des Landgerichts Neuwied gehörte. 
Vom 1. Oktober 1882 an war er als Richter am Landgericht Koblenz tätig, wo er am 12. Dezember 1888 zum Landgerichtsrat ernannt wurde. 1891 stieg er am Landgericht Aachen zum Landgerichtsdirektor auf und wurde nach 8-jähriger Tätigkeit an das Landgericht Neuwied versetzt und dabei zum Landgerichtsdirektor ernannt. Auf seinen Wunsch hin wurde er mit Ernennungsurkunde des preußischen Königs vom 24. Juli 1904 mit Wirkung vom 1. Oktober 1904 zum Präsidenten des Landgerichts Wiesbaden ernannt. Auf Menckes Antrag hin wurde er zum 1. April 1917 in den Ruhestand verabschiedet.

## Auszeichnungen
- 1899: Roter Adlerorden IV. Klasse
- 1904: Roter Adlerorden III. Klasse mit Schleife
- 1901: Geheimer Oberjustizrat
- 1904: Kronenorden
- 1907: Geheimer Oberjustizrat
- 1909: Roter Adlerorden II Klasse
- 1912: Kronenorden II Klasse
- 1914: Roter Adlerorden II. Klasse  mit Eichenlaub
- 1917: Kronenorden II Klasse mit Stern